# Геркуланумские папирусы
Папи́русы Геркула́нума — папирусы, известные с середины XVIII в. благодаря раскопкам одной из вилл Геркуланума. Всего было обнаружено более 1800 папирусных свитков. Коллекция связана с эпикурейским философом и поэтом Филодемом из Гадары, а также включает множество произведений самого Эпикура. Кроме того, были найдены труды Цицилия, Стация, Хрисиппа, Колотеса, а также учеников Эпикура Лукреция, Метродора из Лампсака, Полистрата и многих других авторов. Большая часть папирусов ещё не прочитана. Раскопки самой виллы также ещё не закончены.
После полуночи 24 августа 79 года в ходе извержения Везувия на Геркуланум устремились пирокластические потоки. Раскалённая лавина достигла города, моментально убив немногих оставшихся. Поток герметично и равномерно заполнил внутренние помещения домов. Благодаря этому их содержимое на многие века осталось без доступа воздуха. Высокая температура обеспечила почти мгновенное испарение воды. Все это создало благоприятные условия для сохранения зданий и даже папирусных свитков. Однако воздействие высокой температуры отрицательно сказалось на их состоянии: свитки дошли сильно обугленными.
Один свиток папируса обычно содержит до 1200 строк или 10 000 слов, а в современного формата книге на 400 страниц около 100 000 слов. В общей сложности от античности, в том или ином виде, до нас дошло около 30 миллионов слов, что эквивалентно 3000 свиткам или 300 современным книгам на 400 страниц. Когда с помощью современных ИИ технологий распознавания текста учёные смогут прочитать все оставшиеся 600 свитков папируса Геркуланумской библиотеки, то это добавит доступного человечеству текста из античности на 60 современного формата книг на 400 страниц к уже 300 имеющемся, что даст рост доступной человечеству информации из античности на 20%.

## Открытие
В 1752 году рабочие королевской семьи Бурбонов случайно обнаружили то, что сейчас известно как Вилла Папирусов.
В XVIII в. начались первые раскопки. Раскопки велись очень грубыми методами и были больше похожи на работы в горнодобывающей отрасли. Рабочими были выкопаны шахты, установлены подпорки, а грунт и предметы выносился в корзинах на поверхность. При поддержке короля Испании Карла III Роке Хоакин де Алькубьерре возглавил систематические раскопки Геркуланума с Карлом Якобом Вебером.
Вилла Папирусов раскапывалась на протяжении 11 лет — с 1750 по конец 1761 г., в экстремальных условиях, на глубине 27 м.
О результатах этих раскопок можно судить по составленному К. Вебером плану виллы с пояснением на полях красными чернилами, какие находки были сделаны между 20 июля 1750 г. и 20 июля 1754 г. Помимо плана, в распоряжении науки имеются дневниковые записи руководителей раскопок и хранителя королевского музея Портичи, письма и другие документы, опубликованные в 1883 г. Доменико Компаретти и Джулио Де Петра.
В ходе раскопок было обнаружено 67 статуй, бюстов, герм из бронзы и мрамора. Они концентрировались в четырех помещениях: в продолговатом перистиле, в тусканском атрии и в двух комнатах, находящихся между продолговатым и квадратным перистилями. В тусканском атрии, вокруг имплювия, находилось 10 бронзовых бюстов и один бюст в центре имплювия; кроме того, там были две мраморные базы без бюстов. В продолговатом перистиле (то есть в саду) зафиксировано 28 статуй и герм: это изображения атлетов, эллинистических правителей, гермы философов, богов и героев. В обширной комнате, через которую из квадратного перистиля открывался вид в сад, обнаружено девять скульптурных изображений — статуи жреца Исиды, фламина, бюстик Эпикура, бюст Геракла, статуя Афины, бюсты юноши, взрослого мужчины (предположительно Суллы), Демосфена и женщины. В комнате меньших размеров, находившейся к северу от описываемого помещения, находились бюсты Эпикура, его оппонента Зенона, Демосфена и Гермарха.
Неизвестно, сколько папирусов было первоначально найдено, поскольку многие свитки были уничтожены еще рабочими. Некоторые папирусы ошибочно принимались за дрова и шли на растопку или выбрасывались. Часть папирусов была утрачена при попытке их извлечения из вулканического туфа учеными.
Преобладающая масса свитков была обнаружена в небольшом помещении, которое скорее можно назвать кладовой, за квадратным перистилем, но отдельные капсулы со свитками были найдены также в квадратном перистиле и тусканском атрии, будто бы их там читали и бросили во время катастрофы.
По данным официального списка, было найдено 1814 целых свитков и фрагментов, из которых 1756 были обнаружены к 1855 году. В 1990-х годах сообщалось, что насчитывается 1826 папирусов, из которых более 340 хорошей сохранности, около 970 плохой сохранности и только частично поддаются дешифровке, и более 500 — просто обуглившиеся фрагменты.

## Введение в научную практику
Самостоятельный интерес представляет история введения геркуланских папирусов в научный оборот.

### История изучения
С момента открытия свитков предпринимались попытки их развернуть и прочесть. Состояние далеко не всех свитков позволяло это сделать. В надежде сделать свитки более читаемыми применялись химические реагенты (жидкая ртуть, смесь этанола, глицерина с тёплой водой и так далее).
Первыми над только что извлеченными на свет папирусами стали работать каноник Мазоки и после его смерти — генуэзец Антонио Пьяджо. Их работа состояла в том, что они с помощью особого механизма (в виде ящика с вращающимся валом) разворачивали папирусы и наклеивали их на бумагу. Винкельман наблюдал этот процесс уже во время первого своего посещения Геркуланума: по его свидетельству, чтобы развернуть и прочесть текст колонки шириной в палец, требовалось четыре часа упорного труда.
В 1802 году король Неаполя Фердинанд IV назначил преподобного Джона Хейтера для содействия этому процессу.
В 1802—1806 годах Хейтер развернул и частично расшифровал около 200 папирусов. Эти копии хранятся в Бодлианской библиотеке, где они известны как «Oxford Facsimiles of the Herculaneum Papyri».
В 1819—1820 годах Гемфри Дэви был нанят принцем-регентом Георгием IV для работы над папирусами Геркуланума. Считается, что его действия имели ограниченный успех. Ему удалось частично развернуть 23 рукописи, используя хлор.
В результате многочисленных работ по их извлечению папирусы могли получить повреждения, а некоторые были вовсе безвозвратно утеряны.
В 1752-1754 годах были обнаружены многочисленные свитки папируса. В таблинуме, или открытом зале, или около него, в 1752 году было найдено около двадцати одного тома; они хранились в двух деревянных ящиках; в 1753 году одиннадцать свитков были найдены в в комнате к югу от таблинума и 250 в комнате к северу от него. Однако главная находка была сделана в 1754 году, когда было найдено 337 греческих свитков, расположенных в книжных шкафах, инкрустированных разными видами дерева, расположенных рядами и снабженных карнизами. Главные книжные шкафы располагались по сторонам комнаты, которая, вероятно, была частной библиотекой; в центре комнаты стоял своего рода прямоугольный книжный шкаф. Некоторые из книжных шкафов рассыпались в пыль при первом прикосновении или от воздействия. Было найдено много свитков папируса, лежащих повсюду; другие, однако, все еще лежали на полках. Подавляющее большинство свитков были написаны на греческом, но в той же комнате были найдены двадцать четыре латинских фрагментарных рукописи, из которых восемнадцать находились в футляре из древесной коры. Многие из свитков были уничтожены или выброшены рабочими, которые по цвету некоторых из них приняли их за палочки древесного угля; другие были уничтожены при извлечении из вулканического туфа, в который они были замурованы. После того, как один свиток упал на землю и сломался посередине, и обнажил множество букв, стало ясно, что свитки были древними рукописями. Тогда, естественно, внимание ученого мира стало направлено на эти уникальные документы и их сохранение.
Неясно, сколько свитков и фрагментов было найдено изначально. Полный список свитков папируса сохранившихся сейчас, включая каждый крошечный фрагмент, составляет 1814, из которых 1756 были обнаружены до 1855 года. Из общего числа более 340 почти целы, около 970 частично истлели (полны дыр или порезаны, раздавлены или смяты) и частично поддаются расшифровке, а более 500 представляют собой просто обугленные фрагменты. К середине XX века 585 свитков или фрагментов были полностью развернуты, а 209 развернуты частично. Из развернутых рукописей около 200 были расшифрованы и опубликованы, и около 150 только расшифрованы.
Основная часть сохранившихся манускриптов в настоящее время находится в Национальной библиотеке Неаполя.
В 1969 году Марселло Гиганте основал Международный центр изучения геркуланумских папирусов (Centro Internazionale per lo Studio dei Papiri Ercolanesi, CISPE). Используя изобретенный ими новый метод «Осло», команда CISPE отделила отдельные слои папирусов. Один из свитков распался на 300 частей, а другой пострадал в меньшей степени.
С 1999 года папирусы были оцифрованы, применялись методы мультиспектральной визуализации. В проекте участвовали международные эксперты и известные ученые. 4 июня 2011 года было объявлено, что задача оцифровки 1600 папирусов Геркуланума была успешно завершена.
С 2007 года команда, работая совместно с Institut de Papyrologie и группой ученых из Кентукки, использовала рентгеновские снимки и ядерный магнитный резонанс для анализа артефактов.
В 2009 году Институт Франции совместно с Французским национальным центром научных исследований использовал два неповрежденных папируса. Для выявления внутренних структур свитка использовалась рентгеновская микрокомпьютерная томография (micro-CT). Было подсчитано, что если свитки будут полностью размотаны, то их длина будет составлять около 11-15 метров. К сожалению, на маленьких образцах не было видно чернил, потому что чернила на углеродной основе не видны на карбонизованных свитках. Однако некоторые свитки были написаны чернилами, содержащими свинец.
В 2015 году группа во главе с доктором Вито Мочеллой из Института микроэлектроники и микросистем (National CNR-IMM) Национального исследовательского совета объявила, что с помощью методов рентгеновской фазоконтрастной томографии удастся выявить различные буквы, скрытые внутри драгоценных папирусов, не разворачивая их. Эта команда даже смогла идентифицировать некоторые надписи на пока ещё свёрнутом свитке.
В сентябре 2016 года метод, разработанный учёным Университета Кентукки Брентом Силсом, был успешно использован для разблокировки текста свитков Мёртвого моря. По мнению экспертов, этот новый метод может дать возможность читать карбонизированные свитки из Геркуланума.
В октябре 2023 года группа учёных под руководством Университета Кентукки смогла расшифровать первое слово на одном из сгоревших свитков при помощи искусственного интеллекта, для чего было сделано около 3000 трёхмерных рентгеновских снимков. Это было слово «Фиолетовый». Кроме того, научная группа провела обучение ИИ для того, чтобы  распознавать буквы на свитках, основываясь на сохранившихся  следах чернил. Использование искусственного интеллекта, как ожидает научная группа,  значительно ускорит работы по расшифровке свитков из Геркуланума.
В 2024 году благодаря частичной расшифровке одного из папирусов Геркуланумской библтотеки, авторство которого как считается принадлежит Филодему, выяснилось, что Платон был похоронен в саду своей академии в Афинах, рядом с мусейоном или сацеллумом, небольшим храмом посвященным музам. Также в папирусе говорится о последней ночи Платона, где сообщается, что, несмотря на страдания Платона от лихорадки, он критиковал за плохую игру флейтиста-варвара из Фракии. Эта информация говорит нам о двух вещах. Во-первых, что он был полностью греком, потому что, по их мнению, у варваров не было чувства ритма. И, во-вторых, что он был в ясном уме до последних часов своей жизни.

### Анализ содержания текстов
Первый каталог папирусов был опубликован О. Баярди в 1755 г. Оперативность Баярди, очевидно, объясняется тем, что вся необходимая работа была проделана А. Пьяджо. Издание папирусов началось в Неаполе в 1793 году и продолжалось до 1855 года. Вторая серия издавалась уже после объединения Италии (1862—1876). Из задуманной третьей серии вышел в 1914 году лишь один том.
Изданиями и исследованиями геркуланских папирусов в XIX веке занимались такие крупные ученые, как Г. Узенер, Т. Гомперц и С. Судхаус. В первой половине XX века папирусы издавали Г. Дильс, X. Иенсен и Р. Филиппсон. Дильс издал труд Филодема «О богах». Иенсен издал книгу Филодема «Об экономике», пятую книгу трактата «О стихах», книгу «О пороках». У него имеется также общая работа о библиотеке Виллы папирусов. Рано ушедший из жизни Р. Филиппсон (он погиб в фашистском концентрационном лагере в 1942 г.) оставил нам фундаментальную статью «Филодем» в Реальной энциклопедии Паули-Виссова и исследование об эпикурейских источниках трактата Цицерона «О природе богов». Немалую активность в эти годы проявляют итальянские ученые. А. Вольяно выпустил в 1928 году труд «Сочинения Эпикура и эпикурейцев в папирусах Геркуланума», в котором он рассмотрел дошедшие до нас труды Эпикура и его последователей Полистрата и Филодома. Дж. Делла Балле исследует проблему связи Лукреция с кампанскими эпикурейцами, высказывая предположение, что автор поэмы «О природе вещей» принадлежал к кампанскому роду Лукрециев.
Большое значение имеет публикация «Glossarium Epicureum». Он был подготовлен Г. Узенером в ходе работы над знаменитым корпусом сведений об Эпикуре (Epicurea) и через 90 лет после выхода этого труда дополнен В. Шмидом и М. Джиганте новой интерпретацией отдельных текстов и вступительной статьей, содержащей историю изучения произведений Эпикура. Глоссарий будет также содержать указатель всех упоминаний Эпикура в античной традиции.
Такую же лексикографическую работу над трудами Филодема проделал норвежский папиролог Кнут Клеве, составивший с помощью компьютера «Concordantia Philodemea» и новый лексикон к Филодему.
Новый этап в изучении геркуланских папирусов начинается с VIII конгресса ассоциации Г. Бюде (Париж, 5-10 апреля 1968 г.), уделившего большое внимание греческому и римскому эпикуреизму: последнему были посвящены доклады Оливье Рене Блока и Марчелло Джиганте. На конгрессе было принято решение о создании в Неаполе Международного центра по изданию геркуланских папирусов. Он был создан в 1970 году, и тогда же началось издание «Cronache Ercolanesi» с приложениями.
В эти годы делается значительный шаг вперед по развертыванию геркуланских папирусов, в чем большую роль сыграли такие ученые, как К. Клеве (в сотрудничестве с А. Анджели), М. Капассо, Л. Каприно и Т. Стараче. За последние четверть века лишь в 17 томах «Геркуланских хроник» (не считая таких сборников, как «Стоические произведения в папирусах Геркуланума») издано или переиздано более 200 текстов Эпикура, Корнеиска, Колота, Метродора, Полистрата, Филодема.
Велико значение палеографических исследований Дж. Кавалло, раскрывших историю библиотеки Виллы папирусов, этапы расширения ее фондов. Как установил ученый, ядро книжного собрания составило сочинение Эпикура «О природе» в 37 книгах (книга-свиток). Обнаруженные книги (2, 11, 12, 15) этого труда принадлежат к различным издательским блокам в хронологических рамках между III—II и II—I вв. до н. э., что заставляет думать о соприсутствии различных и неполных изданий, которые накапливаются и дополняют друг друга, изданий не только «книжно», но и текстуально различных, как об этом свидетельствуют двойные или даже тройные копии одной и той же книги Эпикурова труда. Такое дублирование не должно удивлять, ибо труд Эпикура являлся святыней эпикурейской школы — ее классикой, и литературная подлинность текста была предметом дискуссий эпикурейцев.

## Библиотечный фонд
Установлено, что наиболее древний библиотечный фонд Виллы папирусов сформировался вне Кампании, будучи привезен самим Филодемом либо из Гадары — его палестинской родины, либо из Афин, где юный философ его самостоятельно собрал или унаследовал от своего учителя (или учителей). Этот факт, установленный на основании исторических доводов и графических соображений, по мнению Марчелло Джиганте, показатель того, что Филодем сознательно и планомерно осуществлял миссию распространения эпикуреизма в Италии.
Вместе с трудами Эпикура в библиотеке Филодема оказались произведения эпикурейца Деметрия Лаконского (согласно Диогену Лаэртскому — главы школы после Зенона из Сидона), «Дискуссия о жизненном поведении», «Апория Полиена», «Геометрия», «О поэзии», «Величина солнца», «О богах». Все эти произведения были, как полагают исследователи геркуланских папирусов, частью одной и той же издательской программы, которую Филодем присоединил к ядру книжного собрания, обогатив первоначальный фонд.
Наиболее значительная часть книжных фондов библиотеки Виллы папирусов — книги I в. до н. э. и прежде всего книги самого Филодема и других эпикурейцев, в том числе написанные после смерти Филодема.
На основании сравнительной графической типологии реконструирован творческий путь Филодема: мы имеем ныне не просто список его научных трудов, но их перечень в хронологическом порядке. В первый период своего творчества (между 75 и 50 гг. до н. э.) Филодем выступал как историк философии. В эти годы, еще при жизни Лукреция, он опубликовал «των φιλοσόφων σύνταξις». До открытия геркуланских папирусов об этом произведении можно было судить лишь по ссылкам Диогена Лаэртского.
До нас дошел Филодемов перечень разделов, относящихся к элеатской и абдеритской школам, пифагорейской школе, эпикурейской школе, последователям некоего учения, связанного с Сократом, и так называемый «индекс академиков», причем в двух вариантах: «черновом» и чистовом конца I в. до н. э., а также «индекс стоиков».
К этой же второй четверти I в. до н. э. относят другой труд Филодема — «Περὶ παρρησίας». Это попытка трактовки эпикуреизма не только как этической, но и как педагогической системы, как модели общности, которая развивается без всяких стеснений и представляет собой образец жизни, лишенной всяких амбиций и дающей возможность усваивать и передавать мудрость в свободном и откровенном обмене мнений. Эта книга принадлежит к тому же направлению, что и произведения Филодема более широкого диапазона: «Περὶ ἠθών καὶ βίων ἐκ τῶν Ζήνωνος σχολῶν» и «Περὶ κακιῶν καὶ τῶν ἀντικειμένων ἀρετῶν», в которых можно видеть плод лекций Зенона Сидонского, которые Филодем, равно как Цицерон и Аттик, слушал в Афинах, где Зенон со 110 по 75 г. до н. э. стоял во главе Сада. Этому своему учителю Филодем оставался верен и после его кончины, как свидетельствует знак признательности ему в книге с оборванным названием «Πρϊς τους» (возможно, σοφΐ3τάς?), сохраненной в папирусе, в которой он защищает учение Эпикура и позицию «истинных эпикурейцев» от нападок противников.
К первому периоду деятельности Филодема относят также четыре книги его трактата «Музыка», переписанные, как установлено палеографами, одной рукой и доверенные четырем отдельным свиткам.
Дополнением к трактату «О музыке» является трактат Филодема «О риторике», который должен был насчитывать по крайней мере шесть книг. Как утверждает М. Джиганте, «Риторика» писалась на протяжении длительного времени. Отдельные книги дошли в черновиках или предварительной редакции, другие — в окончательной редакции. При этом I—III книги относились ко второй четверти I в. до н. э., а IV (насчитывавшая два тома) — к середине I в. до н. э. Существовала и V книга, дошедшая в плохом состоянии. Ныне готовится ее издание.
Трактаты «Музыка» и «Риторика» были дополнены трактатом «О стихах», что позволяет говорить о трилогии Филодема «Музыка. Риторика. Поэзия».
К моральным сочинениям Филодема в той же третьей четверти I в. до н. э. добавились его теологические труды. Это прежде всего тщательно разработанный и пространный трактат «Как живут боги». В первой его книге трактуется такое явление, как страх перед богами, и рассматриваются его причины, в третьей книге характеризуются достоинства богов и их образ жизни: парадоксально, что средством общения между богами объявляется греческий язык. К этой же группе сочинений принадлежит трактат «Περὶ εὐαεβείας», в котором содержится критика религиозно-мифологической традиции, представленной такими авторами, как Гомер, Пиндар, Каллимах, Антимах, использованными или непосредственно, или через пересказы Аполлодора.
К тому же последнему периоду жизни Филодема относят его сочинения «Этический трактат Компаретти», «О знаках и обозначениях», «О смерти». Трактат «О знаках и обозначениях», дошедший в наиболее полном виде и с наилучшей сохранностью, не единственное произведение Филодема по логике, это показывают сохранившиеся отрывочно другие свитки, но, как считают, «произведение в высшей степени зрелого ума, теоретической и исторической значимости, при этом привлекающее наибольшее внимание вследствие развития в наше время семиологии». Живой характер изложению придает антистоическая направленность.
Особое место среди произведений Филодема занимает его трактат «О хорошем царе у Гомера». Раскрывая гомеровский идеал хорошего царя, Филодем одновременно бросает взгляд и на современные отношения и, возможно, оказывает поддержку Цезарю. Трактат «О смерти» в четырех книгах Филодем написал после 50 г. до н. э., видимо, под влиянием ранней смерти Лукреция или трагической кончины Цицерона.
Кроме работ Филодема, в библиотеке содержатся также произведения Цецилия Стация, Хрисиппа, Колота из Лампсака, Эпикура и его учеников Лукреция, Метродора из Лампсака, Полистрата и других.
Учёные также предполагают, что в неисследованных областях виллы и среди ещё не прочтённых известных свитков могут храниться свитки с утраченными текстами диалогов Аристотеля, пьес Софокла, Эврипида и Эсхила и неизвестные книги «Истории от основания города», фундаментального труда Ливия.

## Споры о владельце библиотеки
Вилла Папирусов рассматривается не просто как книгохранилище, но как архитектурный, скульптурный и библиотечный комплекс, связанный с определённой эпохой жизни римской элиты, отражающий идейные и художественные течения эпохи и её литературные запросы. Именно с этой позиции подходили исследователи при решении проблемы поиска её владельца.
Не отказываясь от господствовавшего в XIX в. мнения, что Вилла Папирусов принадлежала семейству Кальпурниев Пизонов, Д. Пандермалис признал её устроителем (в том виде, в каком Вилла папирусов предстала археологам) не Луция Кальпурния Пизона Цезонина, консула 58 г. до н. э., заклятого врага Цицерона и одного из виновников изгнания великого оратора из Рима, а его сына — Луция Кальпурния Пизона Понтифика, консула 15 г. до н. э., близкого друга Августа и Тиберия.
С иных позиций к той же проблеме подошёл Г. Сорон, отметивший, что по своему устройству Вилла папирусов имеет прототипом позднеэллинистический гимнасий. По мнению Сорона, перистиль и большой сад Виллы папирусов по своей планиметрии и скульптурному декору — не просто греческий гимнасий, но гимнасий, интерпретированный как Элизиум, поскольку там представлены статуи атлетов и правителей, достойных человеческой памяти. Сорон полагает, что собственником Виллы папирусов был человек, связанный с орфической традицией.
Ещё одно объяснение идейному содержанию декоративной программы Виллы папирусов даёт М. Войчик. По её мнению, декор виллы отражает идеологические проблемы конца Римской республики.
Опираясь на декоративную программу виллы, М. Войчик приходит к выводу, что род Кальпурниев не имел к вилле никакого отношения и что вилла принадлежала семейству Клавдиев Пульхров, причем устроителями виллы были Аппий Клавдий Пульхр, консул 54 г. до н. э., и его родственник Аппий Клавдий Пульхр, консул 38 г. до н. э., упомянутый в надписи из Геркуланума как строитель городского театра. Оба они были филэллинами.
В настоящее время считается, что владельцем виллы был Филодем, большое количество работ которого было найдено внутри самой виллы. Из их содержания можно сделать вывод, что Филодем выступал не только как исследователь эпикуреизма, но и как историк всех направлений греческой философской мысли.

## Значение
Собрание геркуланумских папирусов представляет собой единственную античную библиотеку, которая сохранилась до наших дней, причём почти во всей её полноте. Благодаря этим папирусам нам стали известны ранее неизвестные тексты античных философов.
Так, к примеру, засвидетельствовано, что стоический философ Хрисипп написал более 700 работ, все они считались потерянными окончательно, за исключением нескольких фрагментов, цитируемых другими авторами. Среди папирусов Геркуланума было найдено несколько его работ.
Части стихотворения о битве при Акциуме сохранились только благодаря этой библиотеке.